# Oberlangenberg (Hückeswagen)
Oberlangenberg ist eine Hofschaft in Hückeswagen im Oberbergischen Kreis im Regierungsbezirk Köln in Nordrhein-Westfalen (Deutschland).

## Lage und Verkehrsanbindung
Oberlangenberg liegt im östlichen Hückeswagen an der Bevertalsperre nahe der Grenze zu Wipperfürth. Der einzige Nachbarort ist Niederlangenberg.
Der Ort ist an eine Verbindungsstraße angebunden, die von der Kreisstraße K5 abzweigt.

## Geschichte
1484 wurde der Ort das erste Mal in Kirchenrechnungen urkundlich erwähnt. Schreibweise der Erstnennung: Langenberge. Die Karte Topographia Ducatus Montani aus dem Jahre 1715 zeigt den Hof als Langenberg. Im 18. Jahrhundert gehörte der Ort zum bergischen Amt Bornefeld-Hückeswagen.
1815/16 lebten 66 Einwohner im Ort, es wird dabei aber nicht zwischen Ober- und Niederlangenberg unterschieden. 1832 gehörte Langenberg (ebenfalls nicht unterschieden zwischen Ober- und Niederlangenberg) der Berghausener Honschaft an, die ein Teil der Hückeswagener Außenbürgerschaft innerhalb der Bürgermeisterei Hückeswagen war. Der laut der Statistik und Topographie des Regierungsbezirks Düsseldorf als Weiler kategorisierte (Doppel-)Ort besaß zu dieser Zeit zehn Wohnhäuser und 15 landwirtschaftliche Gebäude. Zu dieser Zeit lebten 69 Einwohner im (Doppel-)Ort, davon acht katholischen und 61 evangelischen Glaubens.
Im Gemeindelexikon für die Provinz Rheinland werden 1885 fünf Wohnhäuser mit 33 Einwohnern angegeben. Der Ort gehörte zu dieser Zeit zur Landgemeinde Neuhückeswagen innerhalb des Kreises Lennep. 1895 besaß der Ort vier Wohnhäuser mit 24 Einwohnern, 1905 vier Wohnhäuser und 27 Einwohner.

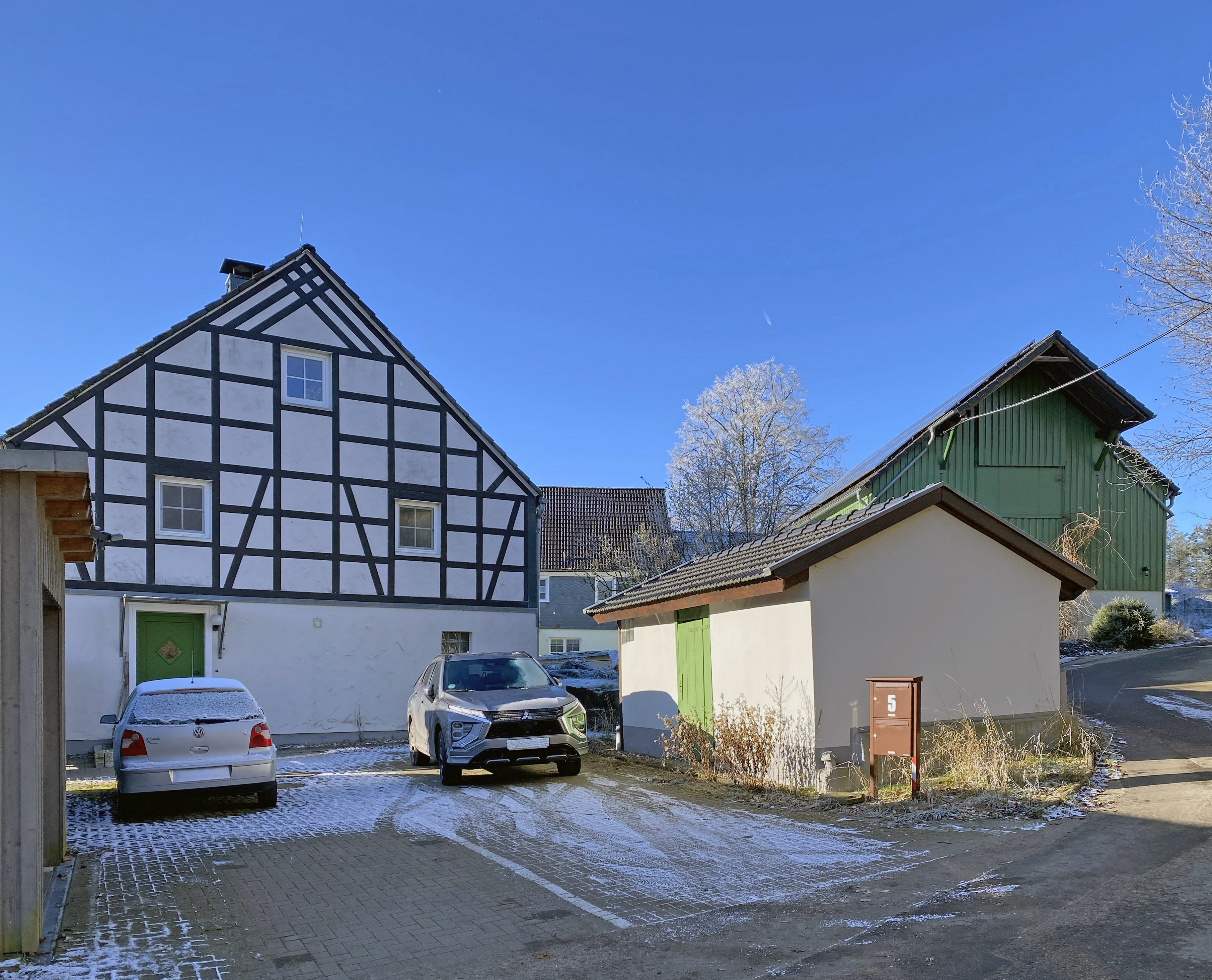
Oberlangenberg 5
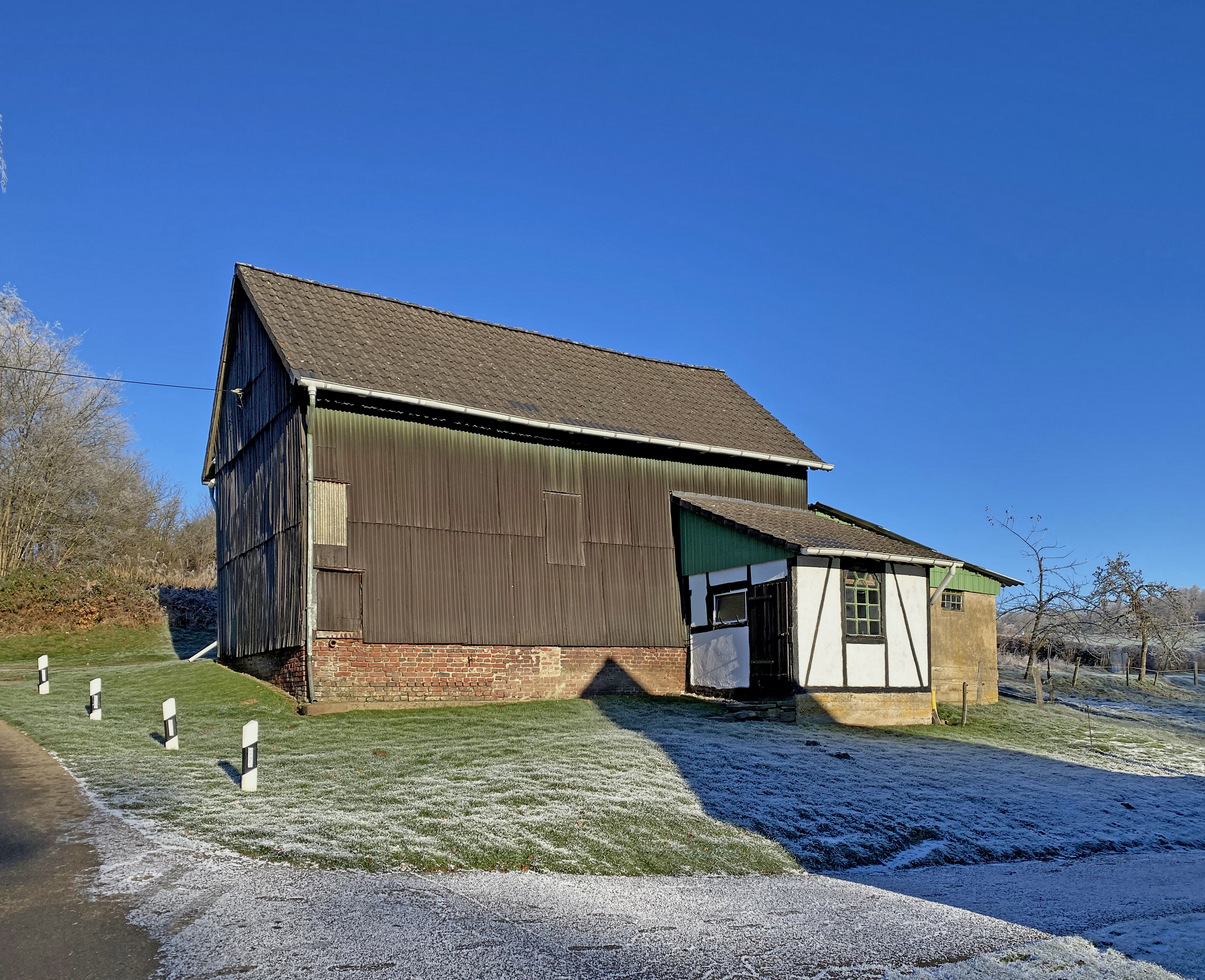
Altes Wirtschaftsgebäude
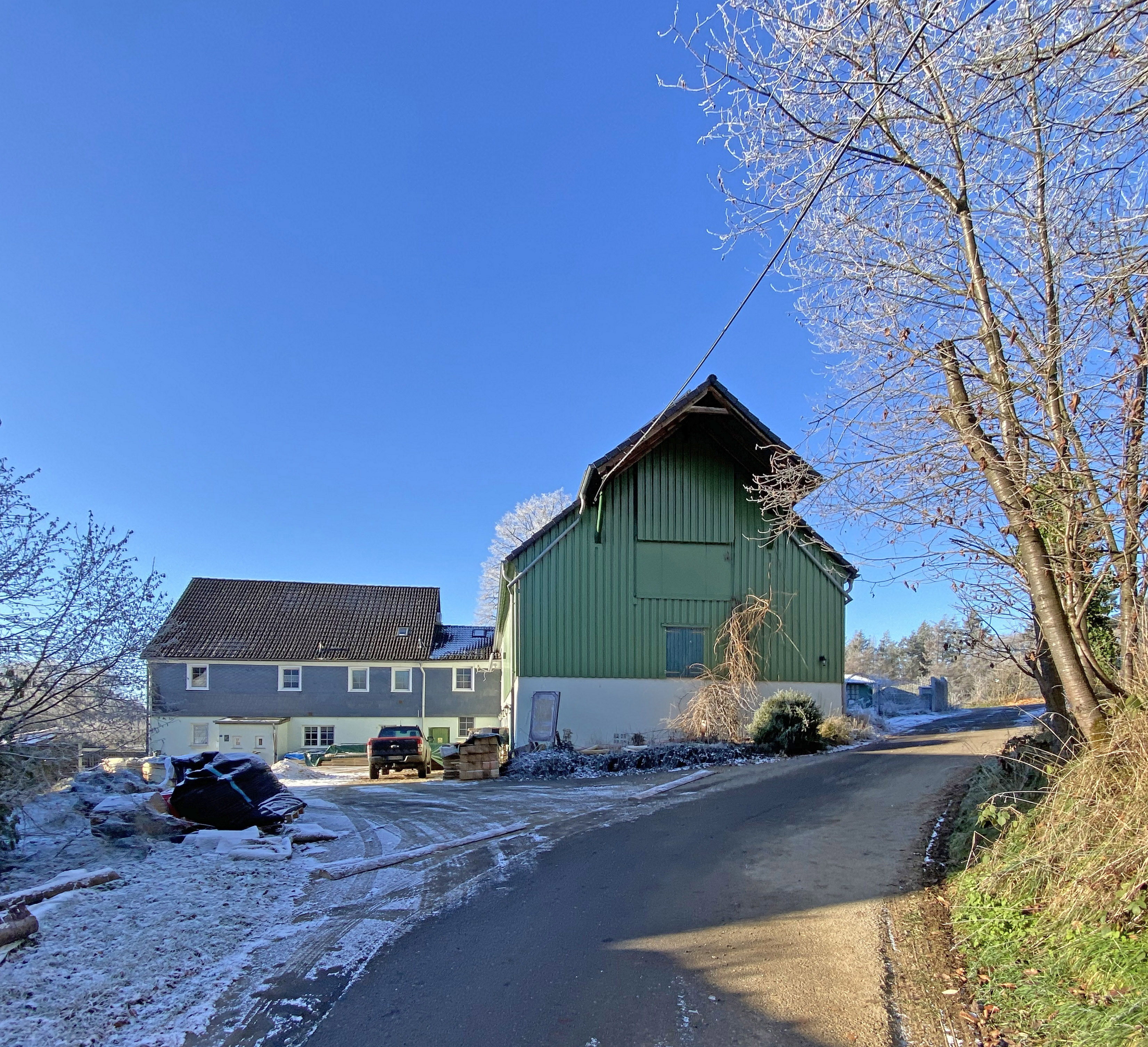
Hofgebäude